# Opération Dominic
Pour les articles homonymes, voir Dominic.
L'opération Dominic est le nom donné à une série d'essais nucléaires menés par les États-Unis en 1962 sur le Pacific Proving Grounds. Cette opération est destinée à valider différentes armes nucléaires.

## Contexte

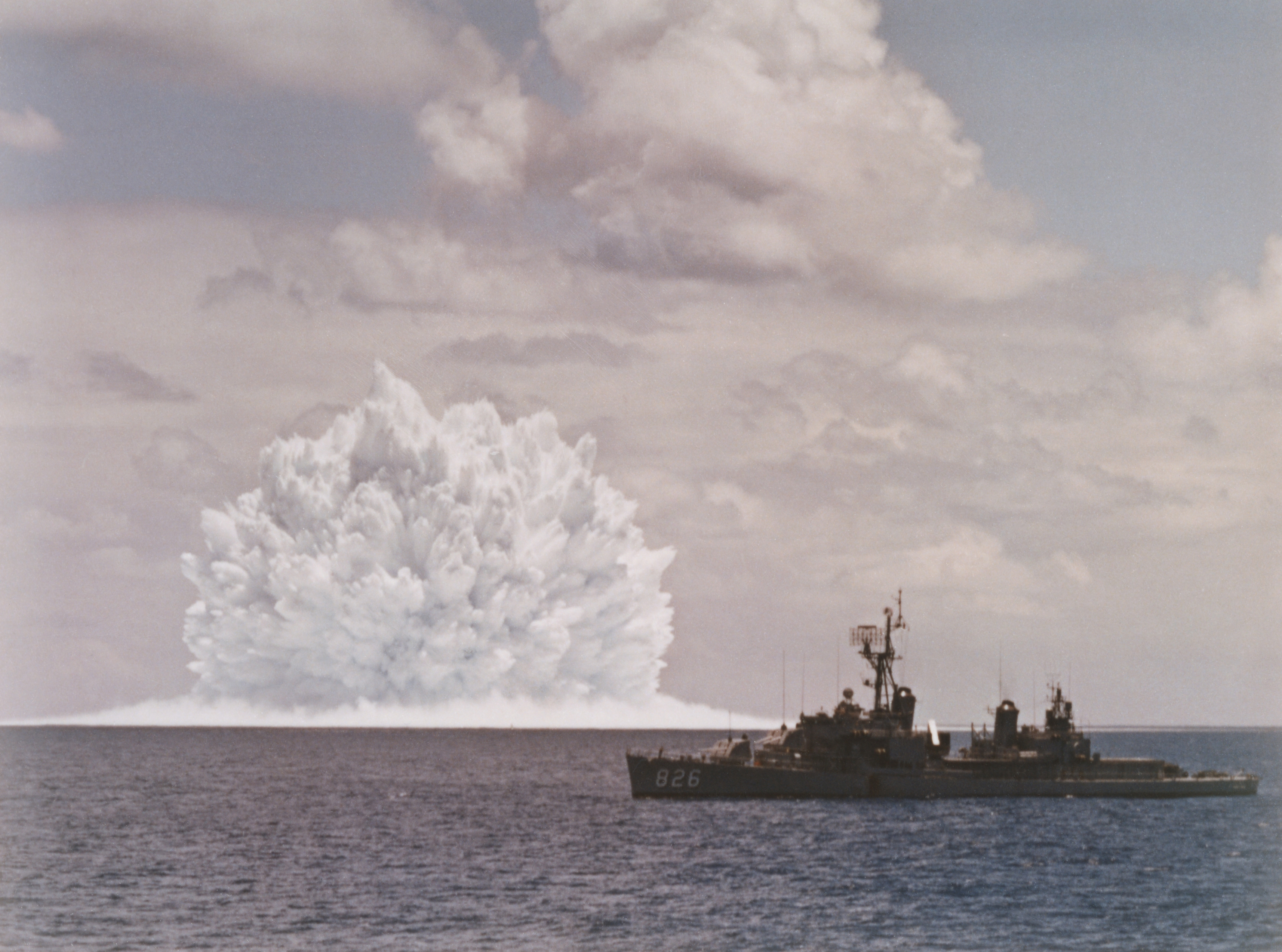
Le destroyer USS Agerholm tirant un RUR-5 ASROC avec une charge de profondeur nucléaire, lors du test Swordfish en 1962.

Ces essais furent rapidement planifiés à la suite du rejet par l'Union soviétique du moratoire sur les essais nucléaires en 1958 et en 1961. 
L'opération Dominic survient à un moment de fortes tensions pendant la guerre froide entre les États-Unis et l'Union soviétique, puisque le débarquement de la baie des Cochons est survenu le 17 avril 1961. Nikita Khrouchtchev annonce la fin du moratoire de trois ans sur les essais nucléaires le 30 août 1961, et l'Union soviétique reprend ses essais le 1er septembre, dont celui de la Tsar Bomba. Le président américain John Fitzgerald Kennedy réplique en autorisant l'opération Dominic. Il s'agit de la plus vaste série d'essais nucléaires réalisés par les États-Unis et la dernière série d'essais atmosphériques des États-Unis. (menés lors de l'opération Fishbowl), puisque le Traité d'interdiction partielle des essais nucléaires est signé à Moscou l'année suivante.

## Liste des essais
| Date       | Dénomination | Site            | Type          | Puissance explosive |
| ---------- | ------------ | --------------- | ------------- | ------------------- |
| 25/04/1962 | Adobe        | Île Christmas   | Atmosphérique | 190 kt              |
| 27/04/1962 | Aztec        | Île Christmas   | Atmosphérique | 410 kt              |
| 02/05/1962 | Arkansas     | Île Christmas   | Atmosphérique | 1090 kt (bombe H)   |
| 04/05/1962 | Questa       | Île Christmas   | Atmosphérique | 670 kt (bombe H)    |
| 06/05/1962 | Frigate Bird | Océan Pacifique | Atmosphérique | 600 kt (bombe H)    |
| 08/05/1962 | Yukon        | Île Christmas   | Atmosphérique | 100 kt              |
| 09/05/1962 | Mesilla      | Île Christmas   | Atmosphérique | 100 kt              |
| 11/05/1962 | Muskegon     | Île Christmas   | Atmosphérique | 50 kt               |
| 11/05/1962 | Swordfish    | Océan Pacifique | Sous-marin    | 20 kt               |
| 12/05/1962 | Encino       | Île Christmas   | Atmosphérique | 500 kt (bombe H)    |
| 14/05/1962 | Swanee       | Île Christmas   | Atmosphérique | 97 kt               |
| 19/05/1962 | Chetco       | Île Christmas   | Atmosphérique | 73 kt               |
| 25/05/1962 | Tanana       | Île Christmas   | Atmosphérique | 2,6 kt              |
| 27/05/1962 | Nambe        | Île Christmas   | Atmosphérique | 43 kt               |
| 08/06/1962 | Alma         | Île Christmas   | Atmosphérique | 782 kt (bombe H)    |
| 09/06/1962 | Truckee      | Île Christmas   | Atmosphérique | 210 kt              |
| 10/06/1962 | Yeso         | Île Christmas   | Atmosphérique | 3000 kt (bombe H)   |
| 12/06/1962 | Harlem       | Île Christmas   | Atmosphérique | 1200 kt (bombe H)   |
| 15/06/1962 | Rinconada    | Île Christmas   | Atmosphérique | 800 kt (bombe H)    |
| 17/06/1962 | Dulce        | Île Christmas   | Atmosphérique | 52 kt               |
| 19/06/1962 | Petit        | Île Christmas   | Atmosphérique | 2,2 kt              |
| 22/06/1962 | Otowi        | Île Christmas   | Atmosphérique | 81,5 kt             |
| 27/06/1962 | Bighorn      | Île Christmas   | Atmosphérique | 7650 kt (bombe H)   |
| 30/06/1962 | Bluestone    | Île Christmas   | Atmosphérique | 1270 kt (bombe H)   |
| 10/07/1962 | Sunset       | Île Christmas   | Atmosphérique | 1000 kt (bombe H)   |
| 11/07/1962 | Pamlico      | Île Christmas   | Atmosphérique | 3880 kt (bombe H)   |
| 02/10/1962 | Androscoggin | Atoll Johnston  | Atmosphérique | 75 kt               |
| 06/10/1962 | Bumping      | Atoll Johnston  | Atmosphérique | 11,3 kt             |
| 18/10/1962 | Chama        | Atoll Johnston  | Atmosphérique | 1590 kt (bombe H)   |
| 27/10/1962 | Calamity     | Atoll Johnston  | Atmosphérique | 800 kt (bombe H)    |
| 30/10/1962 | Housatonic   | Atoll Johnston  | Atmosphérique | 8300 kt (bombe H)   |

## Pages liées
- Opération Fishbowl